# (24173) SLAS
(24173) SLAS (1999 XS1) – planetoida z pasa głównego asteroid okrążająca Słońce w ciągu 4,67 lat w średniej odległości 2,79 j.a. Odkryta 3 grudnia 1999 roku.